# Пјане Сант'Андреа (Терамо)
Пјане Сант'Андреа (итал. Piane Sant'Andrea) је насеље у Италији у округу Терамо, региону Абруцо.
Према процени из 2011. у насељу је живело 4 становника. Насеље се налази на надморској висини од 230 м.